# Don X, fils de Zorro
Pour plus de détails, voir Fiche technique et Distribution.
Don X, fils de Zorro (Don Q Son of Zorro) est un film muet américain de cape et d'épée réalisé par Donald Crisp et sorti en 1925. Il constitue la suite du Signe de Zorro, sorti cinq ans auparavant, avec de nouveau Douglas Fairbanks incarnant Zorro, mais jouant aussi le rôle de son fils.

## Synopsis
Don César est un jeune homme très doué tant à l'épée qu'au fouet. Alors qu'il est en Espagne pour parfaire son éducation, il tombe amoureux de la belle Dolores en même temps que Don Sebastian, officier de la Reine. L'archiduc d'Autriche, Paul, soutient Don César dans son approche amoureuse mais alors qu'il se moque de Don Sebastian, ce dernier le tue et maquille le meurtre en faisant accuser Don César.
Don César est arrêté et il lui est proposé de se suicider pour éviter de salir le nom de sa famille. Don César accepte et s'enfonce une dague dans le corps en même temps qu'il tombe dans un torrent coulant au pied du palais où a eu lieu le drame.
Mais avant de mourir, l'Archiduc a pu noter le nom de son assassin sur une carte à jouer. Cette preuve est récupérée par un vil personnage, Don Fabrique, qui fait chanter Don Sebastian.
Mais Don César n'est pas mort. Il s'est réfugié dans les ruines du château familial et se fait aider par ses deux domestiques.
Mais le temps presse car le père de Dolores a décidé de marier sa fille avec Don Sebastian. Don César intervient au moment où Dolores s'apprête à signer le contrat de mariage.
Ensuite, Don César met hors d'état de nuire le colonel Matsado chargé de l'arrêter puis prend son apparence. Sous ce déguisement, il arrive à amener Don Fabrique dans les restes du château des "De Vega".
Le colonel Matsado, qui entre-temps a été délivré, prend contact avec Don Sebastian. Tous deux, accompagnés d'une forte troupe, arrivent au refuge de Don César. Ce dernier, aidé par son domestique, résiste à l'attaque. Un renfort inattendu arrive pour les aider en la personne du père de Don César - c'est-à-dire de Zorro -, et de son fidèle indien Bernardo. Zorro arrive à récupérer de Don Fabrique la preuve qui innocente son fils. Don Sebastian et Don Fabrique sont alors arrêtés et Don César se retrouve dans les bras de Dolores.

## Fiche technique
- Titre Français : Don X, fils de Zorro
- Titre original : Don Q Son of Zorro
- Réalisation : Donald Crisp
- Scénario : Jack Cunningham et Lotta Woods (non créditée), d'après le roman Don Q's Love Story de Kate Prichard et Hesketh Prichard
- Musique : Mortimer Wilson (non crédité)
- Directeur de la photographie : Henry Sharp
- Montage : William Nolan
- Costumes : Paul Burns
- Producteur : Douglas Fairbanks
- Société(s) de production : Elton Corporation
- Société(s) de distribution : United Artists
- Pays :  États-Unis
- Langue :  intertitres anglais
- Genre : Aventures
- Format : Noir et blanc - Son : Muet
- Durée : 111 minutes
- Dates de sortie :
  - États-Unis : 15 juin 1925

## Distribution
- Douglas Fairbanks : Don Cesar de Vega / Zorro
- Mary Astor : Dolores de Muro
- Jack McDonald : Général de Muro
- Donald Crisp : Don Sebastian
- Stella De Lanti : la Reine d'Espagne
- Warner Oland : l'Archiduc Paul
- Jean Hersholt : Don Fabrique Borusta
- Albert MacQuarrie : Colonel Matsado
- Lottie Pickford : Lola
- Charles Stevens : Robledo
- Tote Du Crow : Bernardo
- Martha Franklin : la Duègne
- Juliette Belanger : danseuse
- Roy Coulson : admirateur de la danseuse
- Enrique Acosta : Ramon